# 达尔利-拉贾拉
达尔利-拉贾拉（Dalli-Rajhara），是印度恰蒂斯加尔邦Durg县的一个城镇。总人口50615（2001年）。

## 人口
该地2001年总人口50615人，其中男性26128人，女性24487人；0—6岁人口6864人，其中男3492人，女3372人；识字率67.68%，其中男性为76.90%，女性为57.84%。